# Distrikt Namisindwa
Namisindwa ist ein Distrikt in Ostuganda. Die Hauptstadt des Distrikts ist Bupoto.

## Lage
Der Distrikt Namisindwa grenzt im Norden an den Distrikt Bududa, im Osten und Süden an Kenia, im Südwesten an den Distrikt Tororo und im Westen an den Distrikt Manafwa.

## Geschichte
Der Distrikt entstand 2017 aus Teilen des Distrikt Manafwa.

## Demografie
Die Bevölkerungszahl wird für 2020 auf 231.500 geschätzt. Davon lebten im selben Jahr 7,3 Prozent in städtischen Regionen und 92,7 Prozent in ländlichen Regionen.
| Zensusjahr | Einwohnerzahl |
| ---------- | ------------- |
| 2002       | 147.115       |
| 2014       | 204.281       |

## Wirtschaft
Die Landwirtschaft bildet das Rückgrat der Wirtschaft.